# Nychiodes teriolensis
Nychiodes teriolensis là một loài bướm đêm trong họ Geometridae.